# Hilda Dresen
Hilda Dresen (11 de maio de 1896 – 5 de fevereiro de 1981) foi uma radiotelegrafista e esperantista tradutora da Estónia. Ela traduziu principalmente poesia estoniana para o esperanto.
Ela estudou Esperanto em 1913.
Fez colaborações, por exemplo, para Literatura Mondo, La Nica Literatura Revuo, Norda Prismo (1955-1972).
Em 1967, ela também publicou a sua própria coleção de poesia Norda Naturo ('Natureza do Norte').